# لاك دي لا بيدريه (كيبك)
لاك دي لا بيدريه (بالإنجليزية: Lac-De La Bidière, Quebec)‏ هي منطقة سكنية تقع في كندا في Antoine-Labelle Regional County Municipality.[بحاجة لمصدر]  يقدر عدد سكانها بـ 0 نسمة ومساحتها 1,665.90 كم2 .